# Tiszadada
Tiszadada is een plaats (község) en gemeente in het Hongaarse comitaat Szabolcs-Szatmár-Bereg. Tiszadada telt 2410 inwoners (2006).